# Cybele temploma
Cybele (Kübelé) temploma vagy másképp Magna Mater temploma (latin: Aedes Matris Magnae, olasz: Tempio della Magna Mater) a Palatinuson álló egykori építmény az ókori Róma egyik legfontosabb temploma volt. 
Livia házának közelében, attól nyugati irányban, egy platón helyezkedik el. A templomot Kübelé (Cybele vagy Magna Mater) termékenységistennő tiszteletére szentelték fel. Valószínűleg i. e. 200 körül épült. Ma csupán pár oszlopának darabja és oszlopfője, illetve maga az emelvény maradt meg. 
Az egykori templomból fennmaradt emlék még Cybele istennő ma már fej nélküli ülőszobra.